# عرب الحصار البحرية
قرية عرب الحصار البحرية هي إحدى القرى التابعة لمركز الصف في محافظة الجيزة في جمهورية مصر العربية. حسب إحصاءات سنة 2006، بلغ إجمالي السكان في عرب الحصار البحرية 3433 نسمة، منهم 1662 رجل و1771 امرأة.